# Мар’їно (Конаковський район)
Мар’їно (рос. Марьино) — присілок в Конаковському районі Тверської області Російської Федерації.
Населення становить 51 особу. Входить до складу муніципального утворення Селиховське сільське поселення.

## Історія
Від 2005 року входить до складу муніципального утворення Селиховське сільське поселення.

## Населення
| 1859 | 1887 | 1897 | 2002 | 2010 |
| ---- | ---- | ---- | ---- | ---- |
| 512  | ↗754 | ↗876 | ↘92  | ↘51  |